# Das Illustrierte Blatt

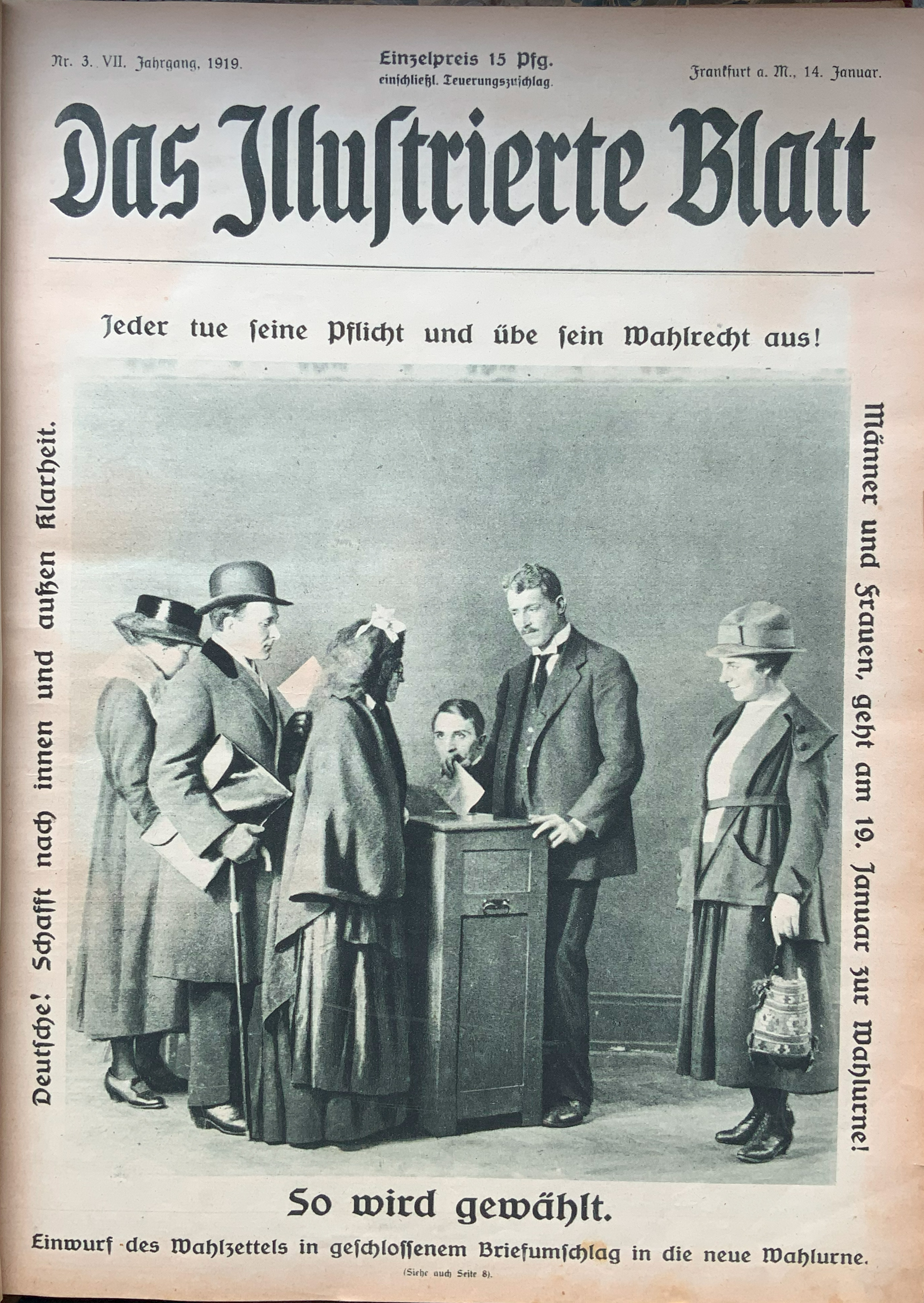
Wahlaufruf auf der Titelseite vom 14. Januar 1919

Das Illustrierte Blatt war eine überregionale, illustrierte Zeitung aus Frankfurt am Main. Sie erschien von 1913 bis zum 15. September 1942 im Verlag der Frankfurter Societäts-Druckerei wöchentlich. Der Untertitel lautete: Die junge Zeitschrift für Haus und Familie, behagliche Freude, für Freizeit, Jugend und unterhaltsames Wissen.
Ab 1913 war der Redakteur der Frankfurter Zeitung Max Geisenheyner für die Wochenzeitung zuständig. 1929 berichtete er von der Weltfahrt des Luftschiffs Graf Zeppelin. 1937 war Wilhelm Hollbach verantwortlicher Redakteur („Schriftleiter“). Beim Illustrierten Blatt war auch Herbert Kranz tätig. Die Zeitung musste ihr Erscheinen 1942 wegen Rohstoffmangels einstellen.
Von 1950 bis 1960 erschien die Frankfurter Illustrierte : das illustrierte Blatt (zeitweise auch Neue Frankfurter Illustrierte). Am 1. Januar 1963 wurde die Zeitschrift mit der Bunten Illustrierten vereinigt, die bis 1972 die Bezeichnung Bunte Münchner Frankfurter Illustrierte führte. Für die Illustrierte war als Illustrator u. a. Cefischer tätig, der zehn Jahre lang die Comicfigur Oskar zeichnete.